# 연운십육주

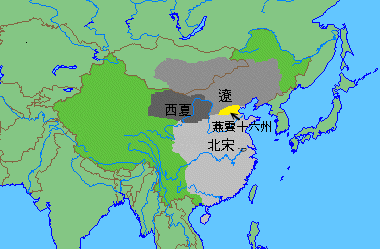
연운십육주의 위치

연운십육주(燕雲十六州)는 중국 오대의 후진 건국자 석경당이 후당을 멸망시킬 때 거란(契丹：遼)으로부터 군사원조를 받았는데, 원조에 대한 대가로 936년에 거란에게 할양해 준 지역을 말한다. 연운 16주로 표기하기도 한다. 지금의 베이징(北京)과 다퉁(大同)을 중심으로 한 지역으로, 하북성에 속한 유(幽), 계(薊), 탁(涿), 단(檀), 순(順), 영(瀛), 막(莫), 신(新), 규(媯), 유(儒), 무(武), 울(蔚)의 12개 주와 산서성에 속한 운(雲), 환(寰), 응(應), 삭(朔)의 4개 주를 합한 16개의 주를 통칭하여 부르는 명칭이다.
즉 남경과 서경이 되는 연주[즉 유주]와 유주를 비롯한 16 개의 주를 연운 십육주라 말하며, 오대의 첫번째인 후량과 후당의 싸움 때 넘어간 것이다.
요는 연운십육주를 획득한 후, 유주와 운주에 각각 남경과 서경을 설치하여 이 지역을 실질적으로 통치했다. 오대의 후주와 통일왕조 송에서 여러 번 이 지역을 탈환하려 시도하였지만 성공하지 못했다. 송은 여진족의 금(金)과 연합하여 이 지역의 일부를 겨우 회복했지만 1127년에 금의 공격을 피해 수도를 남쪽인 임안을 옮기게 됨으로써 이 지역은 금의 지배하에 들어갔다.

## 같이 보기
- 북송
- 요나라

## 참고 자료
- 이 문서에는 다음커뮤니케이션(현 카카오)에서 GFDL 또는 CC-SA 라이선스로 배포한 글로벌 세계대백과사전의 내용을 기초로 작성된 글이 포함되어 있습니다.